# Zé Carlos (1962–2009)
Zé Carlos, właśc. José Carlos da Costa Araújo (ur. 7 lutego 1962 w Rio de Janeiro, zm. 24 lipca 2009 tamże) – brazylijski piłkarz grający na pozycji bramkarza. Występował pod przydomkiem Zé Carlos.
W reprezentacji Brazylii zagrał 3 razy. Był w kadrze na MŚ 1990. Grał w takich klubach jak: Americano de Campos, CR Flamengo, Rio Branco, Cruzeiro EC, Vitória, XV de Piracicaba, América i Tubarão, a także w portugalskich SC Farense, Vitória SC oraz FC Felgueiras.